# Tamai Kobayashi
Tamai Kobayashi (* 1965 in Japan) ist eine kanadische Schriftstellerin, Drehbuchautorin, Herausgeberin und LGBT-Aktivistin.

## Leben und Schaffen
Kobayashi wurde 1965 in Japan geboren. Von früher Kindheit an wuchs sie in Kanada,  im Torontoer Stadtteil Etobicoke auf. Sie ist ein Gründungsmitglied der Asian Lesbians of Toronto (ALOT).
Kobayashi studierte Kreatives Schreiben an der University of Calgary. 1992 gab sie mit Mona Oikawa die Anthologie All Names Spoken mit Gedichten und Prosa lesbischer Autorinnen heraus. Kobayashi veröffentlichte eigene Kurzgeschichten in Literaturmagazinen und Anthologien, u. a. in Fireweed: A Feminist Quarterly of Writing, Politics, Art & Culture #30 (1990) und Piece of My Heart: A Lesbian of Colour Anthology (1991). 1998 erschien ihr erster Erzählband Exile and the Heart. 
2002 schrieb Kobayashi mit dem jamaikanisch-kanadischen Regisseur Charles Officer das Drehbuch zum Kurzfilm Short Hymn, Silent War, der u. a. beim Toronto International Film Festival 2002 und beim Sundance Film Festival 2004 lief. Short Hymn, Silent War wurde in Toronto als bester kanadischer Kurzfilm 2002 (Best Canadian Short Film) und bei den 24. Genie Awards 2003 als bestes Live Action Short Drama ausgezeichnet.
Kobayashis Debütroman Prairie Ostrich wurde 2014 mit dem Dayne Ogilvie Prize for LGBT Emerging Writers ausgezeichnet.

## Werke
Romane
- Prairie Ostrich. Fredericton: Goose Lane Editions, 2014, ISBN 978-0864926807.

Kurzgeschichten
- Exile And The Heart: Lesbian Fiction. Toronto: Women’s Press, 1998 ISBN 978-0889612297.
- Quixotic Erotic Vancouver: Arsenal Pulp Press, 2003, ISBN 978-1551521398.

Drehbuch
- Short Hymn, Silent War (2002, gemeinsam mit Charles Officer)

weitere Publikationen
- Tamai Kobayashi und Mona Oikawa (Hrsg.), All Names Spoken: Poetry and Prose. Toronto: Sister Vision Press, 1992 ISBN 978-0920813881.

## Preise
- 2014 Dayne Ogilvie Prize